# 結衣 (ケータイ小説家)
結衣（ゆい）は、日本の女性ケータイ小説家。2012年現在活動休止中。

## 経歴
魔法のiらんどで数々の小説を執筆していた。代表作にケータイドラマ化された『恋愛約束』などがある。

## 主な作品
- 恋愛約束　上下巻（2007年ゴマブックス、2010年魔法のiらんど文庫）
- あいつ等だけのお姫様!?　全3巻（2007年魔法のiらんど文庫）
- 極上甘々キッス♪　上下巻（2007年アスキー・メディアワークス）